# Policarpo Candón Guillén
Policarpo Candón Guillén (Cadis, 1905 - Altos de Celadas, Terol, 27 de gener de 1938) va ser un comunista hispà-cubà que va combatre en la Guerra civil espanyola, participant en algunes de les principals batalles de la contesa com Madrid, Jarama, Guadalajara, Brunete i Terol.

## Biografia

### Trajectòria prèvia a la Guerra Civil
Nascut a Cadis en 1905, la seva família es va traslladar a Cuba tres anys més tard. Des de jove es va mostrar afí a l'ideari anarquista, la qual cosa li porta a l'activisme en contra del govern de Gerardo Machado. Després de la caiguda d'aquest, Candón deriva cap a posicions marxistes i el seu compromís antiimperialista ho porta a l'exili als Estats Units. Durant la presidència de Carlos Mendieta es troba exiliat a Nova York i forma part de l'Organització Revolucionària de Cubans Antiimperialistes (ORCA). En 1935 rep instruccions d'incorporar-se a una insurrecció armada que pretenia enderrocar el govern de Mendieta. Al comandament de 130 homes espera en alta mar el senyal d'atac que mai arriba a produir-se i a la seva tornada als Estats Units és arrestat tres dies, passats els quals retorna a Cuba de forma clandestina. La desunió existent entre l'oposició al govern li determina a exiliar-se a Espanya.
A principis de maig de 1936 Candón arriba a la península i s'instal·la a Madrid, seguint el rastre d'altres cubans exiliats. Allí es vincula al MAOC i al Partit Comunista d'Espanya i és destinat a la vigilància d'edificis i llocs estratègics.

### Participació en la Guerra Civil
Durant els primers dies de la guerra participa, com a punts altres voluntaris, en la presa del Caserna de la Montaña, acció a la qual immediatament seguiran unes altres en la Serra de Guadarrama. La improvisació dels voluntaris en els primers dies dona pas a la formació d'unitats paramilitars. És el cas del famós Cinquè Regiment, integrat en la seva majoria per comunistes de les MAOC i per socialistes procedents de les JSU (Joventuts Socialistes Unificades). Policarpo Candón queda adscrit a aquesta unitat, és nomenat Comissari d'Organització i participa en els combats de Roblegordo, Buitrago del Lozoya i Gascones. L'ascens a capità el posa al comandament de tres companyies amb les quals el 22 d'octubre defensa amb èxit la cota del Turó. Gràcies a aquesta acció és nomenat comandant al comandament d'un dels batallons Pasionaria i combat en Pinto, la Marañosa, Usera i Ciutat Universitària. A la fi d'any se li assigna el comandament de la 2a Companyia de la 1a Brigada Mixta de Xoc que pren part en les accions de Majadahonda. Allí Candón té sota el seu comandament al seu amic Pablo de la Torriente Brau en qualitat de Comissari Polític quan aquest mor en els combats del 18 de desembre.
Al febrer de 1937 participa en la batalla del Jarama, on aconsegueix protegir la carretera Madrid-València atacant a l'enemic per la rereguarda. Un mes més tard combat a Guadalajara i pren part en l'entrada dels republicans en Brihuega. A l'abril participa en un atac infructuós sobre el Cerro del Àguila, hi és ferit una mica més tard i romanent un temps convalescent.
| «                  | “Su voz es más recia que su cuerpo, y su cuerpo no es delgado, sino bastante nutrido. Es el comandante de uno de los batallones de la Brigada, y trata con una seriedad y una atención ejemplares a su gente, que su gente pelea a sus órdenes llena de confianza. Esta confianza se ha traducido en victoria en diferentes ocasiones. Se ve en él al hombre curtido en la lucha y avezado a ella. Saca grandes lecciones de cada combate. Hace malograr muchos estudiados ataques del enemigo, pues siempre está a la observación de los menores movimientos de éste. Lo que más echa de menos es el clima de Cuba, y el invierno cortante y penetrante de Castilla encoge un tanto su figura y le lleva a buscar lumbre por todos los rincones de las comandancias transitorias que ocupa. Alteran un poco su fisionomía tropical los más graves o los más felices acontecimientos. Es, de los hombres serenos, uno. Por eso sus explosiones son terribles de violentas” | » |
| — Miguel Hernández | |   |

A la seva tornada es reincorpora com a comandant de la 10a Brigada Mixta, enquadrada des de juny en la 46a Divisió al comandament de Valentín González i amb caserna a Alcalá de Henares. Estrena el comandament un mes més tard, durant la batalla de Brunete, prenent part en les accions de Quijorna. A la fi d'any la 10a Brigada Mixta és enviada al capdavant d'Aragó i pren part en la batalla de Terol. Candón va morir el 27 de gener de 1938 en Alfambra durant l'ofensiva franquista sobre la zona nord de la capital turolenca.